# Emília
Az Emília női név az Emil férfinév női párja. Jelentése: versengő, vetélkedő.

## Rokon nevek
- Emili:[1] angol átvétel.[2]
- Emiliána

## Gyakorisága
Az 1990-es években az Emília ritka név volt, az Emilit Magyarországon először 2002-ben anyakönyvezték Budapesten, az Emília 2006-ig nem szerepelt a 100 leggyakoribb női név között, de 2007-ben a 91., 2008-ban a 84. helyen állt, az Emili a 2000-es években nem szerepelt az első százban.

## Névnapok
Emília, Emili
- január 5.[2]
- július 19.[2]
- augusztus 19.[2]

## Híres Emíliák, Emilik
- Emily Blunt angol színésznő
- Emilia Clarke angol színésznő
- Emily Brontë angol író
- Emilie de Ravin ausztrál színésznő
- Emily Dickinson amerikai költőnő
- Emilia Fox angol színésznő
- Emilija Halszberijevna Turej orosz kézilabdázó
- Emily Hirst kanadai színésznő
- Emilija Kokić horvát énekesnő
- Émilie Loit francia teniszezőnő
- Márkus Emília színésznő
- Szabó Emília színésznő
- Emily Osment amerikai színésznő, énekesnő
- Lemouton Emília írónő, műfordító
- Rotter Emília olimpiai bronzérmes, világbajnok műkorcsolyázó
- Emilia Rydberg svéd énekesnő
- Weiss Emília jogász, jogtudós
- Emily Deschanel amerikai színésznő és televíziós producer

## Egyéb Emíliák
- Szeressétek Odor Emiliát!, magyar film
- Cancrinyi Emília, egy lutheránus lelkész tizenöt éves leánya volt Petőfi Sándor első szerelme, aki Aszódon volt diáktársa.